# Ditmar Jakobs
Ditmar Jakobs (Oberhausen, Alemania Federal, 28 de agosto de 1953) es un exfutbolista alemán que jugaba como defensa.
Su hermano Michael también fue futbolista.

## Selección nacional
Fue internacional con la selección de Alemania Federal en 20 ocasiones y convirtió un gol. Formó parte de la selección subcampeona de la Copa del Mundo de 1986.

### Participaciones en Copas del Mundo
| Mundial                        | Sede   | Resultado  | Partidos | Goles |
| ------------------------------ | ------ | ---------- | -------- | ----- |
| Copa Mundial de Fútbol de 1986 | México | Subcampeón | 6        | 0     |

## Clubes
| Club                   | País             | Año       |
| ---------------------- | ---------------- | --------- |
| Rot-Weiß Oberhausen    | Alemania Federal | 1971-1974 |
| Tennis Borussia Berlin | Alemania Federal | 1974-1977 |
| MSV Duisburgo          | Alemania Federal | 1977-1979 |
| Hamburgo               | Alemania Federal | 1979-1989 |

## Palmarés

### Campeonatos nacionales
| Título           | Club     | País             | Año  |
| ---------------- | -------- | ---------------- | ---- |
| Bundesliga       | Hamburgo | Alemania Federal | 1982 |
| Bundesliga       | Hamburgo | Alemania Federal | 1983 |
| Copa de Alemania | Hamburgo | Alemania Federal | 1987 |

### Copas internacionales
| Título                      | Club     | Sede            | Año  |
| --------------------------- | -------- | --------------- | ---- |
| Copa de Campeones de Europa | Hamburgo | Atenas (Grecia) | 1983 |